# 利特尼亞
49°27′35″N 23°40′22″E / 49.45972°N 23.67278°E
利特尼亞（羅馬化：Litynia）是烏克蘭的村落，位於該國西部利沃夫州，由德羅霍貝奇區負責管轄，面積25.4平方公里，2001年人口913，人口密度每平方公里35.94人。